# Callitula filicornis
Callitula filicornis är en stekelart som beskrevs av Vittorio Luigi Delucchi 1962. Callitula filicornis ingår i släktet Callitula och familjen puppglanssteklar.
Artens utbredningsområde är:
- Etiopien.
- Tanzania.

Inga underarter finns listade.